# مركز الدين والسياسة للدراسات
مركز بحثي يعنى بشؤون الفكر الإسلامي والأمن الفكري ودراسات ظاهرة الإرهاب والعنف والتطرف والتكفير وإيجاد الحلول لتلك الظواهر، أسسه كل من الأستاذ عثمان القصبي، والكاتب الصحفي الدكتور خالد المشوح في 14مايو 2010م. يسعى المركز إلى بناء قاعدة معلومات واسعة، وتصنيفها وفق أحدث الطرق والأساليب العلمية والتقنية لبث الوعي محلياً وإقليمياً ودولياً حول حقيقة الجماعات المسلحة، وإظهار وسطية الإسلام وسماحته.

## خدمات المركز
يقدم المركز خدمات الرصد الإخباري والتحليل واستطلاعات الرأي والاستشارات والدراسات العلمية والشرعية والفكرية للجهات المهتمة سواء كانت رسمية أو غير رسمية من صحف ومواقع إنترنت ودوريات بحثية وفضائيات وغيرها، عن طريق فريق عمل متخصص على أعلى الدرجات المهنية والأكاديمية وفق رؤية شرعية وفكرية وسطية منضبطة.

## الموقع الإلكتروني
يسعى المركز من خلال موقعه الإلكتروني على الشبكة العنكبوتية www.rpcst.com لتكوين أكبر مرصد عربي لمكافحة الإرهاب والتطرف ونشر فكر الوسطية والاعتدال، وينقسم المرصد إلى أقسام رئيسية:
- مرصد الحركات الإسلامية: ويعنى بأخبار وتصريحات ونشاطات الحركات الإسلامية المختلفة حول العالم
- مسلمون حول العالم: يسلط الضوء حول أخبار الحركات الإسلامية في العالم، والانتهاكات والحقوق والحريات التي تتعلق بها.
- مرصد الكتب: ويختص بمتابعة ما يستجد من إصدارات علمية تعنى بشؤون الحركات الإسلامية وعلاج ظاهرة الإرهاب والتطرف والعنف والتكفير والغلو.
- مرصد الوسطية: ويعنى بنشر أخبار الجهود الفكرية والأمنية والدعوية والعلمية التي تسعى لنشر الفكر الإسلامي الوسطي الصحيح ومحاربة الغلو والتطرف والإرهاب والتكفير، وكذلك مراجعات الجماعات الإسلامية.
- مرصد الإرهاب والتطرف: ويعني بأخبار الحركات المسلحة والتنظيمات الإرهابية في الدول العربية والإسلامية والعالم ومتابعة ما يستجد من أخبار وتقارير حول عمل هذه المنظمات في وسائل الإعلام العالمية.
- تحليلات وملفات
- حوار الحضارات
- مرصد الثقافة والفكر الإسلامي
كما يضم الموقع موسوعة تنظيم القاعدة وموسوعة الحركات الإسلامية.
رئيس التحرير: خالد المشوح، مدير التحرير: عمر غازي

## كتاب (الدين والسياسة) الشهري
يعتزم المركز إصدار كتاب شهري يحتوي على دراسات علمية يتم تحكيمها من قبل اللجنة الاستشارية والتي تضم عددا من الخبراء والأكاديميين تتناول دراسة ظاهرة التطرف والإرهاب الناتجين عن الحركات الإسلامية بشكل علمي ومؤصل مع المساهمة في إيجاد الحلول وتحليل فكر هذه الجماعات وفق منهجية علمية منضبطة.

## التدريب
يسعى المركز إلى نشر قيم الوسطية والاعتدال ونبذ العنف وتأهيل الكوادر المختلفة من المهتمين والأكاديميين والدعاة لمحاورة أصحاب الأفكار الغالية استنادا إلى خبرات ميدانية كبيرة في محاربة الغلو ومناقشة أصحاب الفكر المتطرف، وتهدف الدورات التدريبية إلى تعزيز القدرات والمهارات التالية:
1. التعرف على الفكر الإرهابي لدى القاعدة والحركات الإسلامية المتطرفة بكافة أنواعه وصوره وأساليبه.
2. القدرة قراءة وتشخيص الأفكار الهدامة وعلاجها.
3. القدرة على محاورة أصحاب هذا الفكر بطريقة علمية صحيحة.

## إصدارات مطبوعة
- السلفيون في مصر ما بعد الثورة (مجموعة مؤلفين)
- الخروج من بوابات الجحيم .. الجماعة الإسلامية من العنف إلى المراجعات (بقلم: ماهر فرغلي)
- الفكر التربوي لتنظيم القاعدة .. دراسة تقويمية (أ.د أحمد الدغشي)
- التيارات الدينية في السعودية (د. خالد المشوح)
- حزب التحرير يعود للحياة مع الثورات العربية (مصطفى زهران - محمود طرشوبي)

## وصلات خارجية
- موقع مركز الدين والسياسة للدراسات
- صفحة المركز على فيس بوك  على فيسبوك.